# Geophis pyburni
Espèce
Statut de conservation UICN

 DD  : Données insuffisantes
Geophis pyburni est une espèce de serpents de la famille des Dipsadidae.

## Répartition
Cette espèce est endémique du Michoacán au Mexique. Elle se rencontre dans la Sierra de Coalcomán.

## Étymologie
Cette espèce est nommée en l'honneur de William Frank Pyburn.

## Publication originale
- Campbell & Murphy, 1977 : A new species of Geophis (Reptilia, Serpentes, Colubridae) from the Sierra de Coalcomán, Michoacán, Mexico. Journal of Herpetology, vol. 11, no 4, p. 397-403.